# Radical 18
Le radical 18 (刀), qui signifie couteau, est un des 23 des 214 radicaux chinois répertoriés dans le dictionnaire de Kangxi composés de deux traits.
Le caractère Unicode de 刀 est 5200.

## Caractères avec le radical 18
| nombre de traits          | caractères                                                        |
| ------------------------- | ----------------------------------------------------------------- |
| Sans trait supplémentaire | 刀 刁 刂                                                          |
| 1 traits supplémentaires  | 刃 刄                                                             |
| 2 traits supplémentaires  | 刅 分 切 刈                                                       |
| 3 traits supplémentaires  | 刉 刊 刋 刌 刍                                                    |
| 4 traits supplémentaires  | 刎 刏 刐 刑 划 刓 刔 刕 刖 列 刘 则 刚 创                         |
| 5 traits supplémentaires  | 刜 初 刞 刟 删 刡 刢 刣 判 別 刦 刧 刨 利 刪 别 刬 刭             |
| 6 traits supplémentaires  | 刮 刯 到 刱 刲 刳 刴 刵 制 刷 券 刹 刺 刻 刼 刽 刾 刿 剀 剁 剂    |
| 7 traits supplémentaires  | 剃 剄 剅 剆 則 剈 剉 削 剋 剌 前 剎 剏 剐 剑                      |
| 8 traits supplémentaires  | 剒 剓 剔 剕 剖 剗 剘 剙 剚 剛 剜 剝 剞 剟 剠 剡 剢 剣 剤 剥 剦 剧 |
| 9 traits supplémentaires  | 剨 剪 剫 剬 剭 剮 副 剰 剱                                        |
| 10 traits supplémentaires | 剩 割 剳 剴 創 剶                                                 |
| 11 traits supplémentaires | 剷 剸 剹 剺 剻 剼 剽 剾 剿                                        |
| 12 traits supplémentaires | 劀 劁 劂 劃 劄                                                    |
| 13 traits supplémentaires | 劅 劆 劇 劈 劉 劊 劋 劌 劍 劎 劏                                  |
| 14 traits supplémentaires | 劐 劑 劒 劓 劔                                                    |
| 15 traits supplémentaires | 劕                                                                |
| 17 traits supplémentaires | 劖                                                                |
| 19 traits supplémentaires | 劗 劘                                                             |
| 21 traits supplémentaires | 劙 劚                                                             |